# جنیس کاوانیا
جنیس کاوانیا (انگلیسی: Janis Cavagna؛ زادهٔ ۱۲ مارس ۱۹۹۵) بازیکن فوتبال است.
از باشگاه‌هایی که در آن بازی کرده‌است می‌توان به باشگاه فوتبال آتالانتا اشاره کرد.